# 高橋美穂 (政治家)
高橋 美穂（たかはし みほ、1965年4月18日 - ）は、日本の政治家、行政書士。元衆議院議員（1期）。

## 経歴
静岡県静岡市生まれ。静岡県立静岡高等学校を経て、神戸大学法学部に入学。卒業後に北海道大学公共政策大学院で公共政策学修士にて学位を取得する。
衆議院議員の公設秘書を務めたのち、行政書士の登録をする。2011年民主党青年局で活動。
2012年12月16日執行の第46回衆議院議員総選挙に、北海道2区から日本維新の会公認で出馬。小選挙区では敗れるも（得票数は吉川貴盛、三井辨雄に継ぐ3位）、重複立候補した比例北海道ブロックで復活し初当選した（同選挙で日本維新の会が北海道地区で獲得した唯一の議席）。
2014年の日本維新の会分党に際しては、橋下共同代表を中心としたグループへの参加を表明。その後、維新と結いの党が合流して結成された維新の党に参加、党国会議員団女性局長となった。
2014年12月14日執行の第47回衆議院議員総選挙を前に、所属していた維新の党が北海道2区に新党大地を離党した元職の松木謙公を公認。高橋は公示前に東京17区に国替えを命じられ、この時は民主党の推薦も受けたが、盤石な地盤を築く自民前職の平沢勝栄に敗れ、比例復活もかなわず落選した。
2015年5月15日に維新の党を離党した。同年春には、静岡1区を地盤とする民主党の牧野聖修が次期衆院選に出馬しないことを表明しており、高橋は6月に郷里の静岡市に戻り、静岡高校の先輩にあたる牧野の後任を目指す意向を示した。牧野は当初高橋を支援する意向を示していたが、後に弁護士の青山雅幸を推すようになり、また民進党は2016年8月に別の新人候補を静岡1区に擁立する事を決め、高橋・青山はいずれも民進党の公認を得られない見通しとなった。
2017年、若狭勝が主催する政治塾「輝照塾」に参加。同年10月の第48回衆議院議員総選挙に北海道4区から希望の党公認で出馬するも落選。
2019年5月、国民民主党静岡1区総支部長に就任した。
2020年9月15日、国民民主党と立憲民主党が解党して新「立憲民主党」が設立されるが、高橋は立憲民主党には行かず、9月11日に成立した新「国民民主党」にとどまった。
2021年10月31日の第49回衆議院議員総選挙に静岡1区から国民民主党公認で立候補。自民党現職の上川陽子、立憲民主党新人の遠藤行洋、日本維新の会現職の青山雅幸と戦うも落選。野党票が3者に分散し、3候補の比例復活はいずれもかなわなかった。
2022年6月、twitter上で無所属で政治活動を再開すると表明。
2023年10月10日、立憲民主党が第50回衆議院議員総選挙に静岡1区から高橋を擁立すると発表、2024年10月27日に投開票が行われ立憲民主党や古巣の国民民主党の躍進にもかかわらず上川に大差で敗れ比例復活もかなわなかった。

## 政策・主張

### 憲法問題
- 憲法改正について、2017年の朝日新聞社のアンケートでは「どちらかといえば賛成」と回答[18]。2021年の朝日新聞社のアンケートでは「どちらとも言えない」と回答[19]。2021年のNHKのアンケートでは「賛成」と回答[20]。
- 憲法9条への自衛隊の明記に賛成[20]。

### ジェンダー問題
- 選択的夫婦別姓制度の導入について、2013年の衆議院法務委員会で「世論調査では、賛成と反対が拮抗しているようだが、世代別でみると、20代では導入してもかまわないと答えた割合は47.1%で、改める必要がないと答えた割合は21.9%となっている。結婚して氏を変えるのは若い世代で、20代で導入してもかまわないと答えた人が半数近くに及ぶのだから、導入すべき」「「別姓にしたい女性だけが不利益を被る可能性が高い制度というのは破綻しかけている」「多様性を認める寛大さが社会には必要」と発言[21][22]。2017年、2021年のアンケートで「賛成」と回答[18][19]。
- 同性婚を可能とする法改正について、2021年のアンケートで「賛成」と回答[20]。
- 「LGBTなど性的少数者をめぐる理解増進法案を早期に成立させるべきか」との問題提起に対し、「賛成」と回答[19]。
- クオータ制の導入について、2021年のアンケートで「どちらかといえば賛成」と回答[20]。

### その他
- 国と地方の役割分担の明確化[23]。
- 個人の能力を真に伸ばす教育[23]。
- 社会保障制度を持続可能に[23]。
- 漫画アニメが児童虐待を誘発する可能性について、「因果関係がそれほどはっきりしないものであっても、かなりその因果関係が濃厚であるという疑いがある場合は、やはり何らかの規制をかけていく必要性があるのではないか」と国会で発言[24]。

## 人物
- 趣味は映画鑑賞、B級グルメの食べ歩き、お茶（裏千家淡交会青年部所属）、鉄道模型、熱帯魚飼育、野鳥観察（日本野鳥の会所属）など[3]。

## 所属する団体・議員連盟
- 超党派アイヌ政策推進議員連盟
- 超党派で再犯防止を進める議員連盟 - 事務局次長
- 放射線の影響を科学的に検証する議員連盟
- 障がい者所得倍増議員連盟[25]
- 超党派地域コミュニティ再生議員連盟[26] - 幹事
- 希望日本議員連盟[27]

## 選挙歴
| 当落 | 選挙                   | 執行日         | 年齢 | 選挙区       | 政党         | 得票数    | 得票率 | 定数 | 得票順位 /候補者数 | 政党内比例順位 /政党当選者数 |
| ---- | ---------------------- | -------------- | ---- | ------------ | ------------ | --------- | ------ | ---- | ------------------ | ---------------------------- |
| 比当 | 第46回衆議院議員総選挙 | 2012年12月16日 | 47   | 北海道第2区  | 日本維新の会 | 4万7139票 | 19.72% | 1    | 3/5                | 1/1                          |
| 落   | 第47回衆議院議員総選挙 | 2014年12月14日 | 49   | 東京都第17区 | 維新の党     | 4万6156票 | 21.85% | 1    | 2/3                | 6/3                          |
| 落   | 第48回衆議院議員総選挙 | 2017年10月22日 | 52   | 北海道第4区  | 希望の党     | 3万1941票 | 14.09% | 1    | 3/3                | 4/1                          |
| 落   | 第49回衆議院議員総選挙 | 2021年10月31日 | 56   | 静岡県第1区  | 国民民主党   | 2万1074票 | 10.83% | 1    | 3/4                | 3/1                          |
| 落   | 第50回衆議院議員総選挙 | 2024年10月27日 | 59   | 静岡県第1区  | 立憲民主党   | 4万7375票 | 23.55% | 1    | 2/5                | 11/6                         |